# Anthony D'Esposito
Anthony P. D'Esposito (nacido el 22 de febrero de 1982) es un político estadounidense y detective de policía retirado de Nueva York. Miembro del Partido Republicano, ha representado al cuarto distrito del Congreso de Nueva York en la Cámara de Representantes de los Estados Unidos desde 2023. Su victoria en las elecciones de mitad de período de 2022 fue considerado un gran revés para los demócratas, contribuyendo a la estrecha mayoría republicana en la Cámara de Representantes.

## Carrera en la policía
Antes de ingresar a la política, D'Esposito fue oficial de policía en el Escuadrón de Detectives del 73.º Precinto de la NYPD, en el Departamento de Licencia Militar y Licencias Extendidas. Se unió a la NYPD en 2006 y trabajó allí hasta su retiro en 2020.
Durante su carrera en la NYPD, D'Esposito recibió cuatro quejas, incluidas una por uso excesivo de la fuerza y otra por una búsqueda inapropiada, por la cual se recomendó que se presentaran cargos en su contra. También fue reprendido dos veces por el departamento: en 2007, por trabajar como DJ y servir alcohol en un club nocturno sin el permiso del departamento, lo que resultó en la pérdida de 15 días de vacaciones; y en 2015, cuando se le descontaron 20 días de vacaciones por no asegurar su arma de fuego, la cual fue robada después de que la dejara desatendida en un automóvil.

## Posiciones políticas
En enero de 2023, D'Esposito se convirtió en el primer representante republicano en activo en pedir la renuncia del representante George Santos tras las revelaciones sobre las declaraciones biográficas falsas de Santos. Se informa que la oficina de D'Esposito ha ayudado con servicios a varios de los constituyentes del vecino 3.º distrito de Santos, quienes no pueden o se niegan a trabajar con la oficina de Santos. El 7 de marzo de 2023, D'Esposito presentó la Ley "No Fortune for Fraud", una legislación que modificaría las reglas de la Cámara para prohibir que los miembros sean remunerados por su estatus de celebridad si son acusados de delitos financieros o fraudes; Santos, quien está siendo investigado por fraude y falsificación de cheques en Brasil, no es mencionado directamente en la legislación, pero D'Esposito dijo que fue "una inspiración" para ella.
D'Esposito apoyó a Kevin McCarthy en la elección del presidente de la Cámara en 2023.
El 26 de octubre de 2023, presentó una resolución para expulsar a George Santos de la Cámara de Representantes.

### Siria
En 2023, D'Esposito votó en contra de la H.Con.Res. 21, que habría retirado a las Fuerzas Armadas de Estados Unidos de Siria, poniendo fin a la intervención liderada por Estados Unidos en la guerra civil siria.

### Israel
El 26 de marzo de 2024, D'Esposito presentó una resolución (H.Res.1107) que requeriría que Israel apoye completamente cualquier cambio en la política exterior estadounidense en relación con la guerra contra Hamás, la creación de un estado palestino, entre otros temas.